# Brisa (företag)
Brisa-Autoestradas de Portugal är ett portugisiskt företag som ansvarar för anläggning och drift av motorvägar.
Utöver i Portugal är företaget verksamt i Brasilien, USA, Nederländerna och Österrike.
Företaget är börsnoterat på Euronext Lisbon och ingår i PSI-20 index.